# Rosomák sibiřský
Rosomák sibiřský (Gulo gulo) je největší suchozemský člen čeledi lasicovitých. Jedná se o silného masožravce, který připomíná spíše malého medvěda, nežli ostatní lasicovité. Má reputaci zuřivého a silného zvířete, jeho schopnost ulovit mnohem většího živočicha je i zdokumentována. Ačkoliv jde spíše o samotářské zvíře, příbuzní rosomáci mohou dlouhodobě žít ve vzájemné blízkosti. Živí se širokou škálou živočichů a mršinami.
Rosomák obývá především území tajgy a tundry severní polokoule, nejvíce jedinců se vyskytuje v severní Kanadě, na Aljašce, v severských státech Evropy, v západním Rusku a na Sibiři. Počty rosomáků zažívají stálý pokles od začátku 19. století, jelikož musí čelit pytlákům a úbytku a fragmentaci jejich životního prostředí, a to především v jižní části jejich evropského rozšíření, odkud v podstatě vymizel. V Severní Americe a Asii je situace o něco lepší. IUCN řadí tyto šelmy mezi druhy málo dotčené.

## Taxonomie

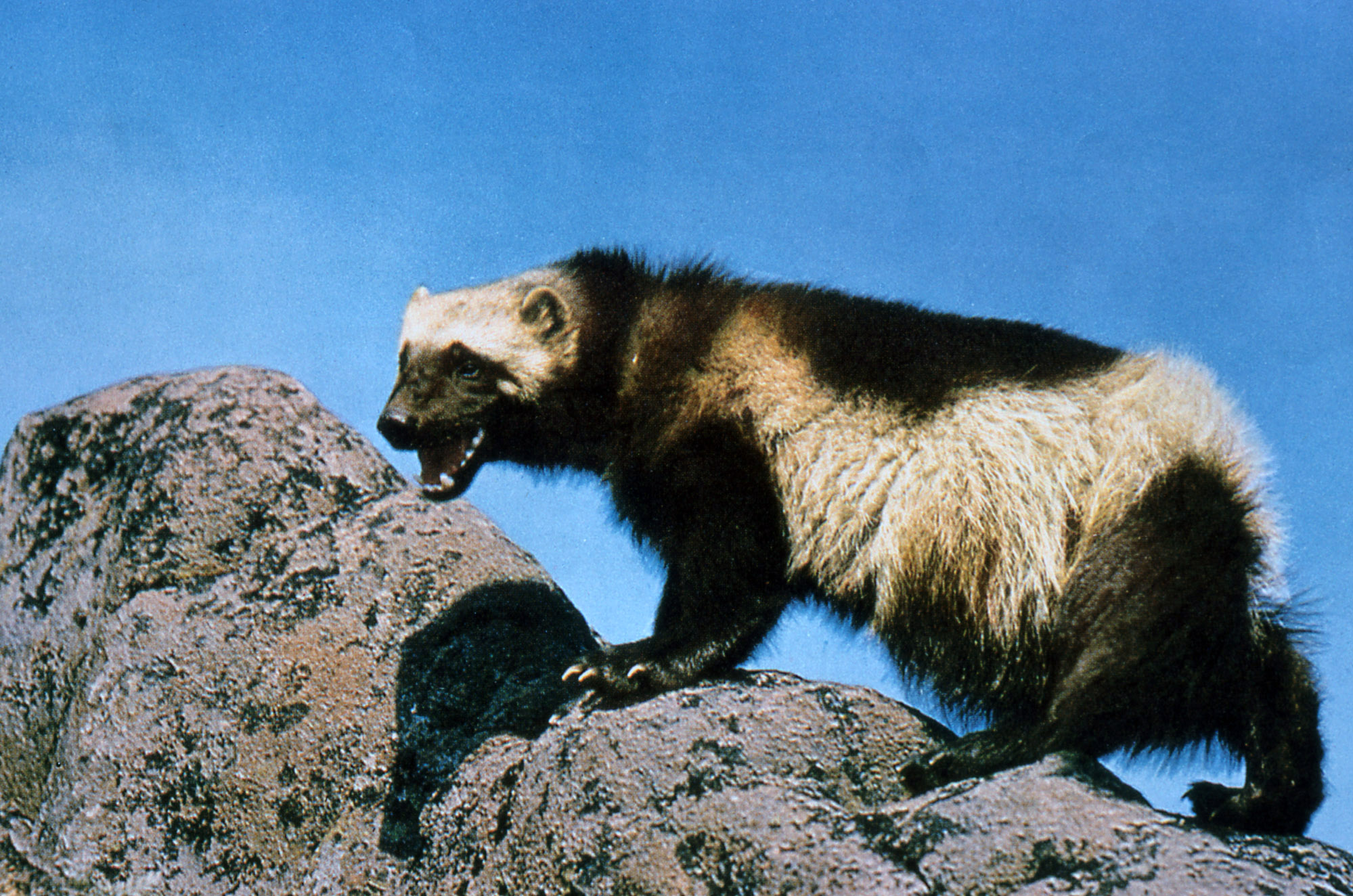
Rosomák ve Spojených státech.

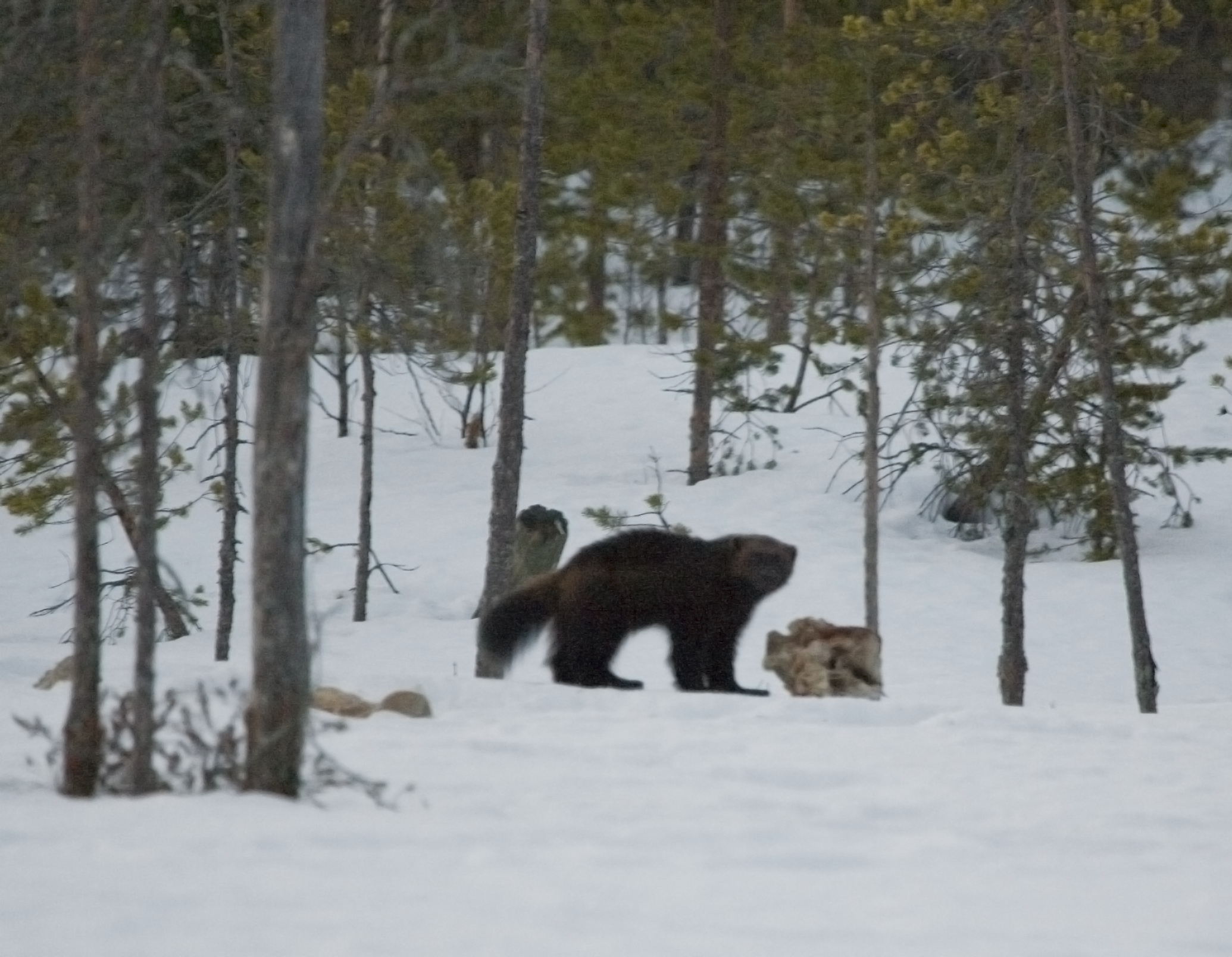
Finský rosomák s kořistí.

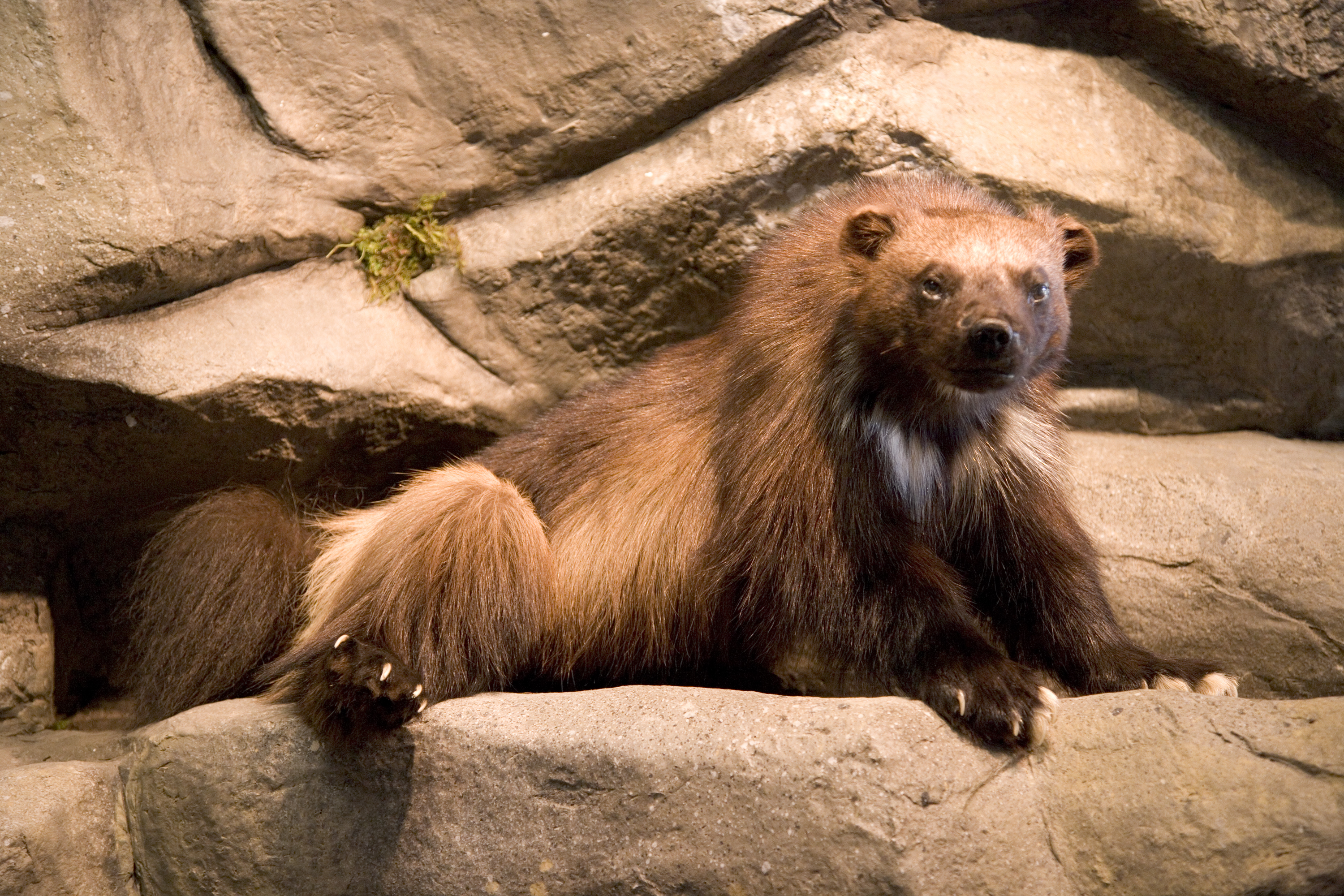
Rosomák v zajetí na Aljašce.

V rámci druhu Gulo gulo existuje jasné rozdělení mezi dvěma poddruhy: eurasijský Gulo gulo gulo a americký Gulo gulo luscus. Někteří zoologové pak popsali další čtyři severoamerické poddruhy, mezi které patří Gulo gulo vancouverensis, jehož rozšíření je omezeno na Vancouverův ostrov, a Gulo gulo katschemakensis, který se vyskytuje pouze na Kenajském poloostrově, dále pak Gulo gulo albus a Gulo gulo luteus. Nejnověji přijatá taxonomie však rozpoznává buď pouze dva kontinentální poddruhy, nebo holarktický druh Gulo gulo bez poddruhů.
Nedávno nalezené genetické důkazy ukazují, že všechny severoamerické poddruhy rosomáků pocházejí z jednoho předchůdce, který pravděpodobně opustil interkontinentální most, místo nějž dnes existuje Beringův průliv, při poslední době ledové a pokračoval rychle na jih, avšak tato teorie je díky obtížnému sběru vzorků v extrémně vyčerpané jižní části rozšíření rosomáka velice nejistá.
Do rodu Gulo je řazen ještě vyhynulý †Gulo schlosseri. 
Genetické důkazy prokazují, že nejbližšími příbuznými rosomáků jsou hyrare a kuna, jejichž předchůdci pochází z Eurasie. Rosomáci jsou pravděpodobně vývojově nejbližší kunám rodu Martes a Hyrare, ale oddělili se již v miocénu, což někdy vědce vede k řazení rosomáků spolu s jejich předky do zvláštní podčeledi Guloninae. Předky rosomáků budou zřejmě Iberictis, miocenní Proputorius a spodně pliocenní Plesiogulo (Perunium).

## Fyzická charakteristika
Anatomicky se jedná o silné a svalnaté zvíře s krátkýma nohama, širokou kulatou hlavou, malýma očima, krátkýma kulatýma ušima, připomínající spíše medvěda než ostatní členy čeledi lasicovitých. Přestože má krátké nohy, může se díky svým velkým pětiprstým tlapám a správnému postoji pohybovat i v hlubokém sněhu.
Dospělý rosomák dosahuje velikosti středně velkého psa. Je 65 až 107 centimetrů dlouhý, jeho ocas měří 17 až 26 centimetrů a jeho váha dosahuje 6 až 25 kilogramů (nejčastěji 10–18 kg), i když výjimečně velcí samci mohou vážit přes 30 kilogramů. Samci jsou zhruba o 10 % větší a až 30 % těžší než samice. Rosomákova výška je 30 až 45 centimetrů. Jedná se o největšího suchozemského zástupce čeledi lasicovitých, z celé čeledi jsou větší pouze vydra mořská a vydra obrovská.
Rosomáci mají silnou tmavou mastnou srst, která je hydrofobní, a tak je mrazuvzdorná. To vedlo k tradiční oblíbenosti kožešiny z rosomáků mezi lovci a pytláky, kteří ji používali jako přikrývky nebo materiál k výrobě větrovek do arktických podmínek. U některých jedinců je jasně viditelná stříbřitá obličejová maska, od ramene pak vede až k huňatému ocasu bledý hnědožlutý pruh. Někdy mají dobře viditelné bílé vrstvy srsti v oblasti hrdla a hrudi.
Stejně jako mnoho dalších lasicovitých, i rosomák používá své anální žlázy ke značkování teritoria a sexuálnímu vábení. Pronikavý zápach vysloužil rosomákovi mnohé přezdívky, jako „tchoří medvěd“ nebo „zlá kočka“. Dále mají v zadní části úst speciální stoličku, která je otočena o 90 stupňů směrem dovnitř. To rosomákům umožňuje zpracovat zmrzlou potravu. Zubní vzorec rosomáka je I 3/3, C 1/1, P 4/4, M 1/2, celkem tedy 38 zubů. Stisk čelistí je extrémně silný, srovnatelný s hyenou skvrnitou, a dovoluje drtit kosti velkých kopytníků.

## Chování

### Potrava
Rosomák je silný a všestranný predátor i mrchožrout. Mezi jeho kořist patří i velká zvířata a bylo zaznamenáno, že rosomák ulovil i jelena mnohokrát většího, než je on sám.[zdroj⁠?!] Hlavními zdroji potravy jsou však urzoni, veverky, bobři, svišťové, králíci, hraboši, myši, rejskovití, lumíci, sobi polární, srnci obecní, jelenci běloocasí, jelenci ušatí, ovce, losi evropští a wapitiové. Občas ukořistí i menší predátory, jako například kuny, norky, lišky, rysy kanadské, mustely, rysy ostrovidy nebo mláďata kojotů a vlků. Často loví živá zvířata, která nejsou obtížnou kořistí, včetně zvířat chycených do pastí, novorozená mláďata nebo dospělé jeleny, losy či soby, kteří jsou omezeni hlubokým sněhem. Někdy dodávají potravě rozmanitost ptačí, především husí, vejce. Dále konzumuje kořínky, semínka, larvy hmyzu a plody. Velkou část potravy rosomáků představují mršiny, na kterých jsou téměř závislí v zimě a časně zjara. Mršinu mohou najít sami, vyčkat až ji jiný predátor, jako vlčí smečka, opustí, nebo predátora od mršiny zaženou. Ať už jí živé zvíře nebo mršinu, jeho styl stravování je dychtivý, což mu vyneslo přezdívku „nenasyta“, která také tvoří základ jeho vědeckého jména.
Rosomáci obývající Eurasii jsou daleko aktivnějšími lovci než jejich severoameričtí příbuzní. Možná za to mohou řidší populace konkurenčních predátorů, takže se nesmí rosomák spoléhat na to, že některému predátorovi kořist ukradne.[zdroj⁠?!] Často požírají mršiny opuštěné smečkou vlků, takže změny počtu vlků mohou zavinit změny počtu rosomáků. Evropští rosomáci mohou také jíst rostliny.[zdroj⁠?!]

### Konkurence, predace
Díky silným čelistem, ostrým drápům a odolné srsti je rosomák, podobně jako ostatní lasicovití, velice silný na zvíře své velikosti. Svou kořist může po ulovení bránit před většími i početnějšími predátory. Existuje minimálně jeden zdokumentovaný případ pokusu 5,4 kilogramu vážícího rosomáka o krádež kořisti zhruba 200 kilogramů těžkému medvědu baribalovi. V tomto případě však baribal nedal rosomákovi žádnou šanci na přežití. V jiném případě však rosomák, také vážící okolo 5 kilogramů, přemohl v souboji ledního medvěda.[zdroj?] Zatímco rosomákům se daří lépe nacházet mršiny než vlkům, příchod vlků do teritoria rosomáka někdy vede k vymizení rosomáka z dané oblasti. Obecně jsou vlci nejen konkurenty ale i nejdůležitějšími predátory rosomáků, i když občas mohou padnout za oběť i medvědům a výjimečně též pumám a orlům (většinou jde o mladé nezkušené jedince).

### Rozmnožování
Úspěšní samci tvoří celoživotní vztahy se 2 až 3 samicemi, které příležitostně navštěvují, zatímco ostatní samci přežívají bez družky. Dobou družení je léto, ale samotné zasazení embrya do dělohy probíhá až na začátku zimy, čímž je odložen vývoj plodu. Pokud nemají samice dostatek potravy, žádná mláďata se nenarodí. Samice rosomáků jsou březí 30 až 50 dní, na jaře se pak rodí dvě nebo tři mláďata. Ta se vyvíjejí rychle a velikosti dospělého rosomáka dosahují už v prvním roce. Jejich délka života dosahuje pěti až třiceti let, avšak horní hranice dosáhlo jen několik výjimečných jedinců. Otci po narození navštěvují svá mláďata až do jejich odstavení v 10 týdnech. Některá se však po půl roce vrátí ke svému otci a nějakou dobu žijí s ním.

## Výskyt
Rosomáci žijí především v izolovaných severních oblastech, jako jsou boreální (severské lesy), horské a tundrové oblasti Kanady, Aljašky, Ruska (především Sibiř) a Skandinávie, k nalezení však jsou vzácně i v Estonsku (potulní jedinci), na severovýchodě Číny a v Mongolsku. V letech 2008 a 2009 byl rosomák zpozorován až tak daleko na jihu, jako je pohoří Sierra Nevada, nedaleko jezera Tahoe, poprvé od roku 1922. Menší populace rosomáků se vyskytují rovněž ve Skalnatých horách, Severních Kaskádách, nejjihovýchodněji pak ve státě Michigan. Většina severoamerických rosomáků však obývá území Kanady.
Celkový počet rosomáků na světě je neznámý. Zvíře potřebuje malou hustotu osídlení a má velká teritoria, která u samců dosahují až 620 km² a u samic kolem 200 km². Často jsou samičí teritoria částí teritoria samce. Většinou se dospělí samci snaží nenarušovat teritorium jiného samce. Stopování rosomáků dokazuje, že za měsíc jsou schopni urazit stovky kilometrů.
Samice v únoru začínají vyhrabávat nory ve sněhu, které pak používají až do poloviny května, kdy opouští svá mláďata. Území, které rosomák pobývá mimo sezonu, jsou tedy omezena na území, kde sníh taje až na konci jara. To vede k obavám, že globální oteplování povede ke snížení populace rosomáků.
Společnost pro ochranu divokého života v červnu 2009 oznámila, že provádí výzkumy života rosomáků, které probíhaly už tři měsíce a postupně se přesunuly na sever státu Colorado. Výzkumníci nejprve našli mladého samce nedaleko národního parku Grand Teton ve Wyomingu a následovali jej zhruba 800 kilometrů na jih. Jedná se o prvního spatřeného rosomáka v Coloradu od roku 1919, jeho pozorování bylo potvrzeno i Ministerstvem přírodních zdrojů státu Colorado.
| Země                        | Počet                  | Oblast výskytu                                              | Rok        | Stav populace      |
| --------------------------- | ---------------------- | ----------------------------------------------------------- | ---------- | ------------------ |
| Švédsko                     | 265+                   | Norrbotten                                                  | 1995–97    | Stabilní           |
| Norsko                      | 150+                   | Oppland a sever země                                        | 1995–97    | Úbytek             |
| Finsko                      | 155–170                | Karélie a sever země                                        | 2008       | Stabilní           |
| Rusko                       | 1500                   | tajga                                                       | 1970, 1990 | Úbytek             |
| Rusko – Komijská republika  | 885                    |                                                             | 1990       | ?                  |
| Rusko – Archangelská oblast | 410                    | Něnecký autonomní okruh                                     | 1990       | Omezený            |
| Rusko – poloostrov Kola     | 160                    | Lovecké oblasti                                             | 1990       | Úbytek             |
| USA – Aljaška               | ?                      | Národní park Kobuk Valley, Selawik National Wildlife Refuge | 1998       | Úbytek             |
| USA – Aljaška               | 3 rosomáci/1 000 km2   | pobřeží Cookova zálivu, Kenajské hory                       | 2004       | ?                  |
| USA – Skalnaté hory         | 28–52                  | Montana, Idaho, Wyoming                                     | 1989–2007  | ?                  |
| USA – Kalifornie            | 1                      | Tahoeský národní les                                        | 2008       | ?                  |
| Kanada – Yukon              | 9.7 rosomáků/1 000 km2 | Roviny staré vrány                                          | 2004       | ?                  |
| Kanada – Ontario            | ?                      | Červené jezero – Sioux Lookout – Fort Severn – Peawanuck    | 2004       | Stabilní/přírůstek |
| Kanada – celkem             | 15 000–19 000          | ?                                                           | ?          | Stabilní           |

Potřeba rosomáků obývat velká teritoria může vést k jejich konfliktům s lidským rozšířením, snížit počty rosomáků může lovení i pytlačení, které už zavinilo jejich ústup z velké části původního výskytu. Pokusy dostat rosomáka na seznam ohrožených zvířat však zatím neslaví úspěch.

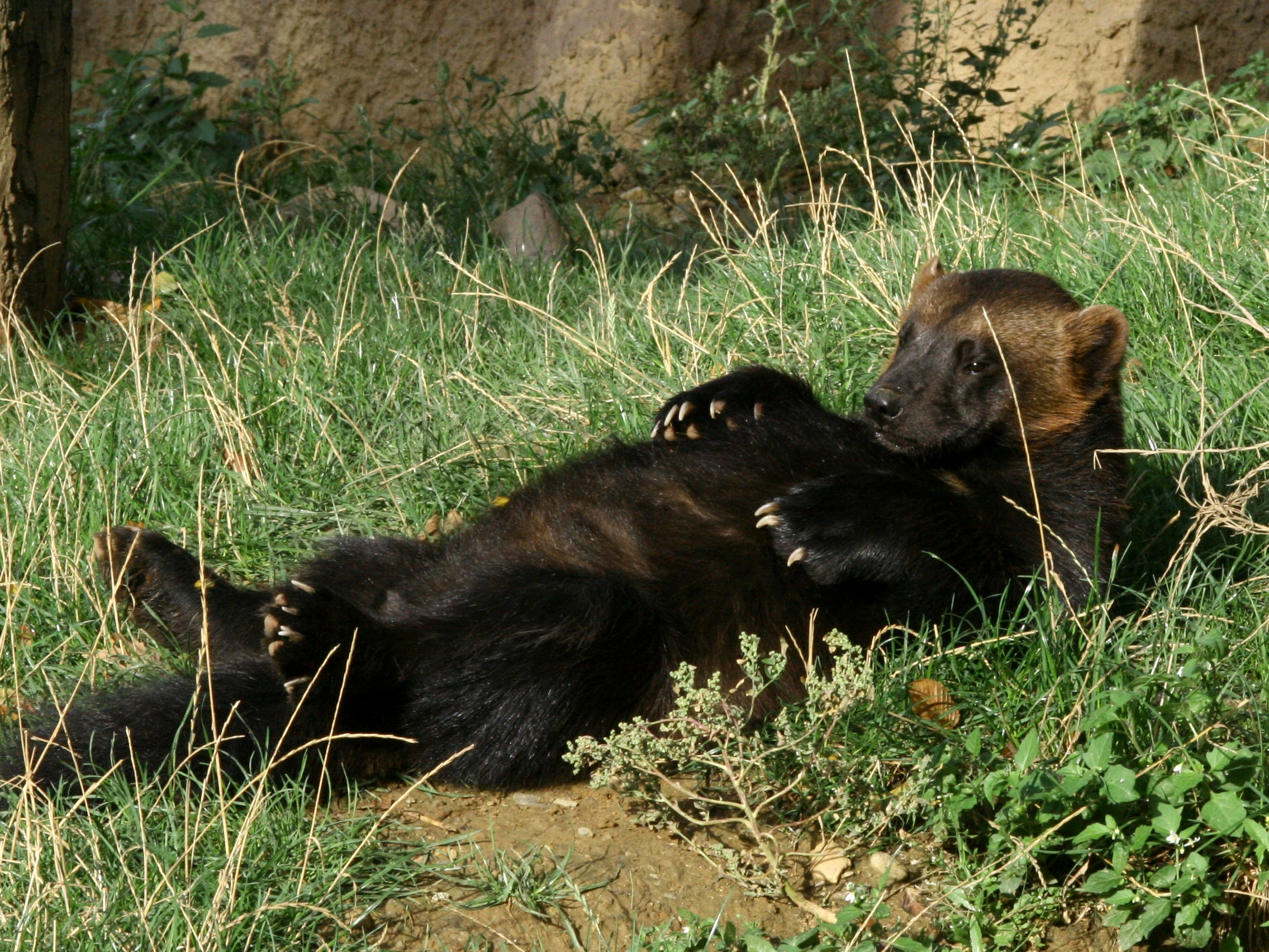
Rosomák v brněnské Zoo

### V zajetí
Okolo jednoho sta rosomáků žije v zoologických zahradách v Severní Americe a Evropě, kde se daří jejich odchov, avšak s velkými obtížemi a vysokou úmrtností. V České republice je chová Zoo Brno, Zoo Ústí nad Labem, Zoopark Chomutov, Zoo Děčín a Zoo Hluboká

## Jméno
Za rosomákovu reputaci nenasytného jedlíka, která se vyskytuje i v jeho latinském názvu, pravděpodobně může špatná etymologie. Ve staré švédštině se mu říkalo fjellfräss, tedy horská kočka, což se dostalo do němčiny, kde se rosomák označuje jako Vielfraß, neboli hltoun. V dalších západogermánských jazycích je rosomákovo jméno podobné, jako například v nizozemštině (veelvraat).
Finské jméno rosomáka zní ahma, což znamená nenasyta, Estonci mu říkají ahm, což znamená totéž. Východní Slované nazývají rosomáka rosomacha, což může, stejně jako české a polské jméno rosomák/rosomak, pocházet z finského rasva maha (tlusté břicho). Podobně je na tom maďarština, kde se rosomák překládá jako rozsomák a torkosborz, což znamená nenasytný jezevec.
Frankofonní obyvatelé Kanady nazývají rosomáka carcajou, podobně jako indiánský kmen Innuů. Ve Francii se však rosomák nazývá glouton, což znamená nenasyta. O nenasytnosti však není zmínka ani v angličtině, ani v severogermánských jazycích. Anglický název wolverine pravděpodobně znamená malý vlk, mezi Nory, Dány, Švédy a Islanďany je výslovnost prakticky stejná: „jerf“. Na Sibiři ho Evenkové nazývají atyrkan a Jakuti Siegen.

## Rosomáci v kultuře
Mnoho měst, organizací a sportovních týmů používá rosomáka jako svého maskota. Například americký stát Michigan je tradičně znám jako The Wolverine State, tedy stát rosomáků, a maskotem University of Michigan není nikdo jiný než rosomák. Důvod je dobře známý: mnoho obyvatelů Detroitu se rozhodlo v americké občanské válce dobrovolně bojovat za Unii. Vedl je George Armstrong Custer, který je pro jejich houževnatost nazýval rosomáky. Využil obecného povědomí o obtížném lovu rosomáků. Cena kožešina se získávala zejména v lesích okolo města Sault Ste. Marie již od 18. století. V Michiganu jsou nyní rosomáci extrémně vzácní. V roce 2004 byl ve vesnici Ubly spatřen první michiganský rosomák po 200 letech. Tělo téhož jedince bylo pak ovšem nalezeno mrtvé roku 2010.
Rosomák je významnou postavou bájí a mýtů indiánského kmene Innuů, kteří obývají Québec a Labradorský poloostrov. V jednom z mýtů je rosomák dokonce stvořitelem světa.
Dále je Rosomák (Wolverine) jednou z častých postav v komiksech společnosti Marvel Comics, kde vyniká svým samotářským, agresivním chováním a na svou velikost až přílišnou silou.
Ve filmu je rosomák ústřední postavou celovečerního snímku Running Free z roku 1994. Dále o něm vznikl německý dokument, nebo například televizní stanice PBS mu věnovala jeden díl dokumentárního cyklu Nature.
Rosomák se rovněž vyskytuje v akční počítačové hře Far Cry 5 v Montanském fiktivním regionu Hope County. 
Česká bigbítová skupina Olympic roku 1969 vydala hit (a stejnojmenné album tento hit obsahující) s mírně zavádějícím názvem Pták Rosomák.